# 味覺系統

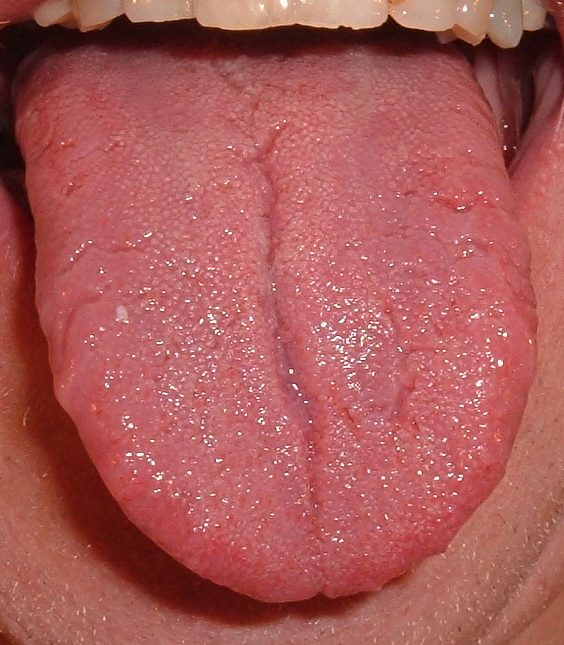
舌頭為哺乳類動物的味覺系統的主要部份

味覺系統是指感受味觉的感受器。對於哺乳類動物，其味覺系統是由口腔內的舌頭以及連接舌頭及大腦之間的神經系統組成。味覺系統的作用，主要是作為一個防衛機制，減少進食有問題的食物的機會。